# The Blueprint 3
The Blueprint 3 je jedenácté studiové album amerického rappera Jay-Zho, vydané 8. září 2009 u vydavatelství Roc Nation. Je poslední částí trilogie The Blueprint; následuje The Blueprint z roku 2001 a The Blueprint2: The Gift & The Curse z roku 2002. Nahrávání alba probíhalo v letech 2008 až 2009 v řadě nahrávacích studií a podíleli se na něm producenti Kanye West, The Neptunes, Jeff Bhasker, Al Shux, Jermone Harmon, No I.D., The Inkredibles, Swizz Beatz a Timbaland.
Album debutovalo na prvním místě americké hitparády Billboard 200 a v prvním týdnu po vydání se jej prodalo 476 tisíc kopií. Stalo se Jay-Zho jedenáctým albem, které se dostalo na první místo hitparády, čímž zlomil rekord, který do té doby sdílel s Elvisem Presleym. Zároveň hitparádě zaznamenalo úspěch i pět singlů z alba. Po svém vydání se album setkalo s vesměs pozitivním hodnocením od hudebních kritiků. Hudební časopis Rolling Stone jej označil za čtvrté nejlepší album roku 2009.
Za písně z alba Jay-Z obdržel na 52. a 53. předávání cen Grammy celkem šest ocenění.
Ke květnu 2010 se v USA prodalo 1 748 000 kusů.

## Seznam skladeb
| #   | název                                        | producent                    | délka |
| --- | -------------------------------------------- | ---------------------------- | ----- |
| 1.  | "What We Talkin' About" (feat. Luke Steele)  | Kanye West, No I.D.          | 4:03  |
| 2.  | "Thank You"                                  | Kanye West, No I.D.          | 4:10  |
| 3.  | "D.O.A. (Death of Auto-Tune)"                | No I.D.                      | 4:15  |
| 4.  | "Run This Town" (feat. Rihanna a Kanye West) | Kanye West, No I.D.          | 4:27  |
| 5.  | "Empire State of Mind" (feat. Alicia Keys)   | Al Shux, Janet Sewell-Ulepic | 4:36  |
| 6.  | "Real as It Gets" (feat. Young Jeezy)        | The Inkredibles              | 4:12  |
| 7.  | "On to the Next One" (feat. Swizz Beatz)     | Swizz Beatz                  | 4:17  |
| 8.  | "Off That" (feat. Drake)                     | Timbaland, Jerome Harmon     | 4:06  |
| 9.  | "A Star Is Born" (feat. J. Cole)             | Kanye West, No I.D., Kenoe   | 3:48  |
| 10. | "Venus vs. Mars"                             | Timbaland, Jerome Harmon     | 3:10  |
| 11. | "Already Home" (feat. Kid Cudi)              | Kanye West, No I.D.          | 4:29  |
| 12. | "Hate" (feat. Kanye West)                    | Kanye West                   | 2:31  |
| 13. | "Reminder"                                   | Timbaland, Jerome Harmon     | 4:18  |
| 14. | "So Ambitious" (feat. Pharrell)              | The Neptunes                 | 4:12  |
| 15. | "Young Forever" (feat. Mr Hudson)            | Kanye West                   | 4:13  |

## Žebříčky
| Hitparáda      | Umístění |
| -------------- | -------- |
| Austrálie      | 9        |
| Kanada         | 1        |
| Irsko          | 3        |
| Nový Zéland    | 10       |
| UK             | 4        |
| UK R&B         | 1        |
| US 200         | 1        |
| US Hip-Hop/R&B | 1        |
| US Rap         | 1        |